# David Kadouch
David Kadouch, né le 7 décembre 1985 à Nice, est un pianiste français.

## Formation
David Kadouch naît le 7 décembre 1985 à Nice. Il commence l'étude du piano au Conservatoire national de région de Nice avec Odile Poisson. À quatorze ans, il est reçu à l’unanimité dans la classe de Jacques Rouvier au CNSM de Paris. Après un premier prix obtenu avec la mention Très Bien, il rejoint la classe de Dmitri Bachkirov à l'École supérieure de musique Reine-Sophie à Madrid, où il poursuit sa formation. Il se perfectionne également auprès de grands maîtres tels que Murray Perahia, Maurizio Pollini, Maria João Pires, Daniel Barenboim, Vitaly Margulis, Itzhak Perlman, Elisso Virssaladze et Emanuel Krasovsky.
À 13 ans, remarqué par ltzhak Perlman, il joue sous sa direction au Metropolitan Hall de New York.
À 14 ans il se produit au Conservatoire Tchaïkovsky de Moscou, puis en 2008 au Carnegie Hall de New York, avec Itzhak Perlman dans le quintette pour piano de Schumann.
Finaliste du « Beethoven Bonn Competition » en 2005, il est l’invité des académies de Salzbourg et de Verbier (Prix d’Honneur en 2009), puis finaliste du « Leeds International Piano Competition » en 2009.
Depuis 2007, il est lauréat de l’ADAMI et de la Fondation Natexis Banques Populaires.
David Kadouch est invité par des grands festivals et séries comme le Festival de musique contemporaine de Lucerne sous la direction de Pierre Boulez, le Klavier-Festival Rhur, Gstaad, Montreux, Verbier, Santander, Jérusalem, Deauville, La Roque-d'Anthéron, Folles Journées à Tokyo, Piano aux Jacobins à Toulouse et en Chine, ainsi que la Tonhalle de Zurich et l’Auditorium du Louvre à Paris. Il se produit en musique de chambre avec Renaud et Gautier Capuçon, Nikolaj Znaider, Antoine Tamestit, Frans Helmerson, ainsi que les Quatuors Ebène, Modigliani, Quiroga et Ardeo.
En 2010-2011, David Kadouch fait ses débuts en récital à New York, avec l’Orchestre de la Tonhalle de Zurich et David Zinman (Beethoven no 5), l’Orchestre philharmonique de Monte-Carlo et Frans Brüggen, l’Orchestre national de Lille et l’Orchestre de la Fondation Gulbenkian avec Jean-Claude Casadesus, l’Orchestre philharmonique de Strasbourg et Marc Albrecht, le Halle Orchestra et Robin Ticciati, etc. Il donne des concerts à Paris, Bordeaux, Toulouse, Reims, Madrid, Elmau, Munich, au Festival de Schwetzinger, La Roque d’Anthéron et effectue une tournée au Japon.
En 2011-2012, il joue avec l’Orchestre philharmonique d'Israël, avec les orchestres de Francfort, Moscou, Cortina, Paris, Bordeaux, Cannes, Pau. Il se produit en récitals à Paris, Avignon, Lyon, Toulouse, Lucerne, Munich, Lisbonne, ainsi qu’à La Folle Journée à Nantes et dans les festivals de Deauville, Colmar, Montpellier, Nohant, Saint-Denis, La Grange de Meslay et Verbier…
David Kadouch enregistre en 2007 le Concerto pour piano no 5 de Beethoven « L'empereur », lors d’un concert en public à la Philharmonie de Cologne (Naxos), en 2010 l’intégrale des Vingt-quatre préludes et fugues de Chostakovitch (TransartLive).
En 2011 est paru un disque Schumann avec le Concert sans orchestre et le Quintette opus 44 avec le Quatuor Ardeo (Decca/Universal).
En 2012, un disque de musique russe avec Moussorgski Tableaux d'une exposition, Medtner Sonate et Taneïev Prélude et fugue (Mirare).
Daniel Barenboïm le choisit pour participer à l’enregistrement du DVD Barenboïm on Beethoven au Symphony Center de Chicago (diffusion mondiale) et pour l’émission Thé ou Café que France 2 lui consacre. Il l’invite à remplacer Murray Perahia à Jérusalem, et tout récemment à remplacer Lang Lang à Ramallah, en Palestine. Arte l’a suivi à cette occasion (documentaire diffusé dans « Maestro »).
David Kadouch est « Révélation Jeune Talent » des Victoires de la musique 2010 et « Young Artist of the Year » aux Classical Music Awards 2011.

## Discographie
- En plein Air: Bach, Schumann, Janacek, Bartok Mirare 2015
- Les musiques de Madame Bovary: Fanny Hensel-Mendelssohn, Pauline Viardot, Louise Farrenc, Clara Wieck Schumann, etc. Mirare 2022[2]
- Beethoven : Concerto pour piano no 5 « L'empereur » (Naxos)
- Chostakovitch : « L'intégrale des Préludes » ; Vingt-quatre préludes et fugues, op. 87 (TransartLive)
- Moussorgski — Medtner — Taneïev (Mirare)
- Schumann (Decca)
- Beethoven : Triple concerto en do majeur, op. 56 ; Concerto pour piano, violon et violoncelle avec Alexandra Conunova (violon), Natalie Klein (violoncelle), David Kadouch (piano) dir. Laurence Equilbey - Insula Orchestra. (Erato)
- Barenboïm on Beethoven : DVD produit par Daniel Barenboim. Il invite David Kadouch à remplacer Murray Perahia à Jérusalem et à remplacer Lang Lang à Ramallah.
- Éric Tanguy, musique de chambre, trio pour violon, violoncelle et piano, Erato, 2022
- Charlotte Sohy, musique de chambre, La boîte à pépites, 2022
- Amours interdites, Mirare, 2025[3]

## Télévision
Daniel Barenboim le choisit pour participer à l'émission Thé ou Café que France 2 lui consacre. 

## Distinctions
- Révélation Jeune Talent des Victoires de la musique 2010
- Young Artist of the Year aux Classical Music Awards 2011